# Parámetro molesto
En estadística, un parámetro molesto es cualquier parámetro no especificado pero que debe tenerse en cuenta en la prueba de hipótesis de los parámetros que interesan.
El ejemplo clásico de parámetro perturbador procede de la distribución normal, miembro de la familia de escala-localización. Para al menos una distribución normal, la(s) varianza(s), σ2 a menudo no se especifica o no se conoce, pero se desea realizar una prueba de hipótesis sobre la(s) media(s). Otro ejemplo podría ser la regresión lineal con varianza desconocida en la variable explicativa (la variable independiente): su varianza es un parámetro molesto que debe tenerse en cuenta para obtener una estimación precisa del intervalo de la pendiente de regresión, calcular los valores p, realizar pruebas de hipótesis sobre el valor de la pendiente; véase dilución de regresión.
Los parámetros molestos suelen ser parámetros de escala, pero no siempre; por ejemplo, en los modelos de errores en variables, la verdadera ubicación desconocida de cada observación es un parámetro perturbador. Un parámetro también puede dejar de ser una "molestia" si se convierte en objeto de estudio, se estima a partir de los datos o se conoce.

## Estadística teórica
El tratamiento general de los parámetros perturbadores puede ser muy similar entre los enfoques frecuentista y bayesiano de la estadística teórica. Se basa en un intento de dividir la función de verosimilitud en componentes que representen la información sobre los parámetros de interés y la información sobre los otros parámetros (molestos). Esto puede implicar ideas sobre estadística suficiente y estadística auxiliar. Cuando se consigue esta partición, es posible completar un análisis bayesiano de los parámetros de interés determinando algebraicamente su distribución posterior conjunta. La partición permite a la teoría frecuentista desarrollar enfoques generales de estimación en presencia de parámetros perturbadores. Si no se puede lograr la partición, es posible utilizar una partición aproximada.
En algunos casos especiales, es posible formular métodos que eludan la presencia de parámetros molestos. La prueba t proporciona una prueba útil en la práctica porque el estadístico de la prueba no depende de la varianza desconocida, sino sólo de la varianza de la muestra. Es un caso en el que se puede hacer uso de una cantidad pivotal. Sin embargo, en otros casos no se conoce tal elusión.

## Estadística práctica
Los enfoques prácticos del análisis estadístico tratan los parámetros perturbadores de forma algo diferente en las metodologías frecuentista y bayesiana.
Un enfoque general en un análisis frecuentista puede basarse en las pruebas de razón de máxima verosimilitud. Éstas proporcionan tanto pruebas de significación como intervalos de confianza para los parámetros de interés que son aproximadamente válidos para tamaños de muestra de moderados a grandes y que tienen en cuenta la presencia de parámetros perturbadores. Véase Basu (1977) para una discusión general y Spall y Garner (1990) para una discusión relativa a la identificación de parámetros en modelos dinámicos lineales (es decir, representación del espacio de estados).
En el análisis bayesiano, un enfoque generalmente aplicable crea muestras aleatorias de la distribución posterior conjunta de todos los parámetros: véase cadenas métodos de Montecarlo basados en cadenas Markov. Dadas estas muestras, la distribución conjunta de sólo los parámetros de interés puede encontrarse fácilmente marginando sobre los parámetros perturbadores. Sin embargo, este enfoque puede no ser siempre eficiente desde el punto de vista computacional si algunos o todos los parámetros molestos pueden eliminarse sobre una base teórica.